# Impatiens platychlaena
Impatiens platychlaena är en balsaminväxtart som beskrevs av Joseph Dalton Hooker. Impatiens platychlaena ingår i släktet balsaminer, och familjen balsaminväxter. Inga underarter finns listade i Catalogue of Life.